# Messelita

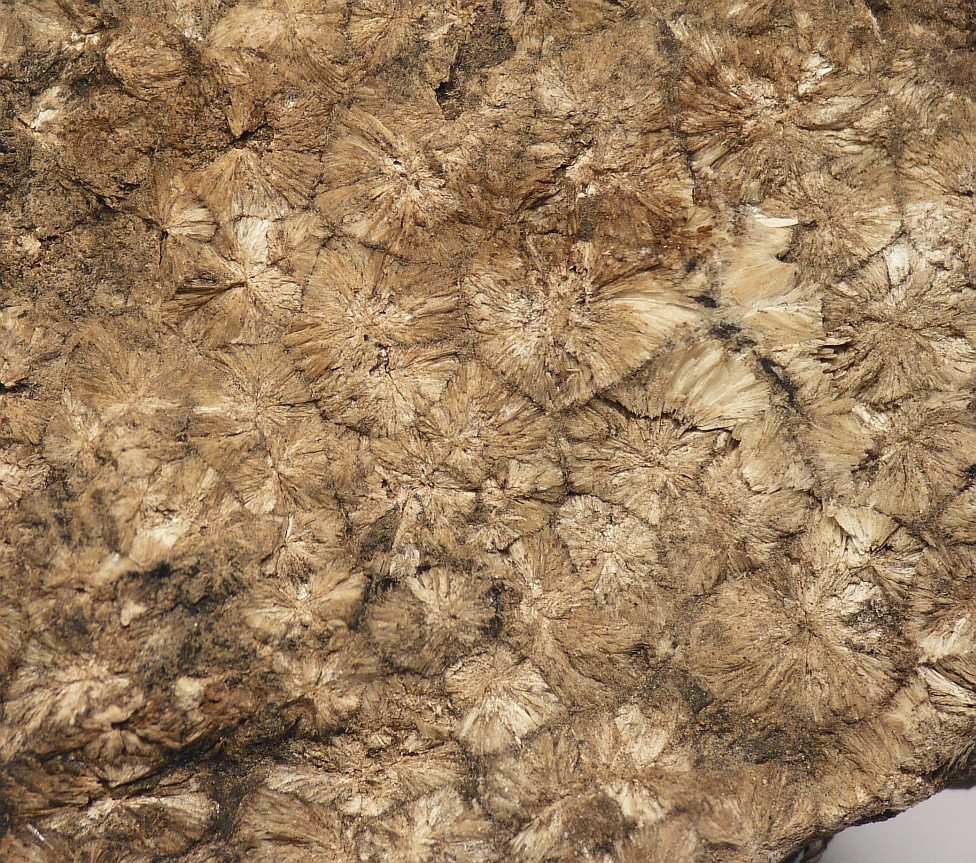
Messelita

La messelita es un mineral de fórmula química Ca2[PO4]2 · 2H2O. Pertenece a la clase fosfatos, cristaliza en sistema triclínico, y posee una dureza de 3,5 en la Escala de Mohs. Recibe su nombre de la localidad de Messel (Alemania).
Fue descubierto en Alemania y descrito en 1890. El mineral fue desacreditado posteriormente en 1940, restablecido y nombrado neomesselita en 1955, y el nombre restaurado a messelita en 1959.
- Datos: Q13106
- Multimedia: Messelite / Q13106